# 뉴 웨이브 오브 브리티시 헤비 메탈
뉴 웨이브 오브 브리티시 헤비 메탈(New Wave of British Heavy Metal, 대개 NWOBHM이나 NWoBHM로 줄여 쓴다), 말 그대로 '영국 헤비 메탈의 새로운 파동'은 장르를 지칭하는 개념이 아닌 1970년대 후반에 시작되어 1980년대 초반에 어느 정도의 국제적인 주목을 받은 영국에서 기원한 헤비 메탈 음악의 집단적인 움직임(운동)이다.
이 시기는 딥 퍼플, 레드 제플린과 블랙 사바스같은 초기 헤비 메탈 쇠퇴의 부분적인 반응으로서 발전하였다. NWOBHM 밴드들은 초기 헤비 메탈 밴드들의 영향을 받아 블루스에서 톤을 낮추고, 템포를 증가시켰으며, 좀 더 거친 사운드를 적용하고, 하드코어에 근접한 소리를 취했다. 이것은 넓은 청중을 얻는 것을 의도하지 않았는데, 거의 독점적으로 헤비 메탈 팬들을 지칭하는 정세가 되었다. 이 시기는 메탈리카가 하는 음악 같이 헤비 메탈 보조장르에 대한 주된 창설이 되는 것을 고려하였다. 이런 영향을 NWOBHM 밴드로 인용하면 다이아몬드 헤드와 모터헤드같은 이들의 음악 형식의 주요한 영향이다.